# Andrea Vanni

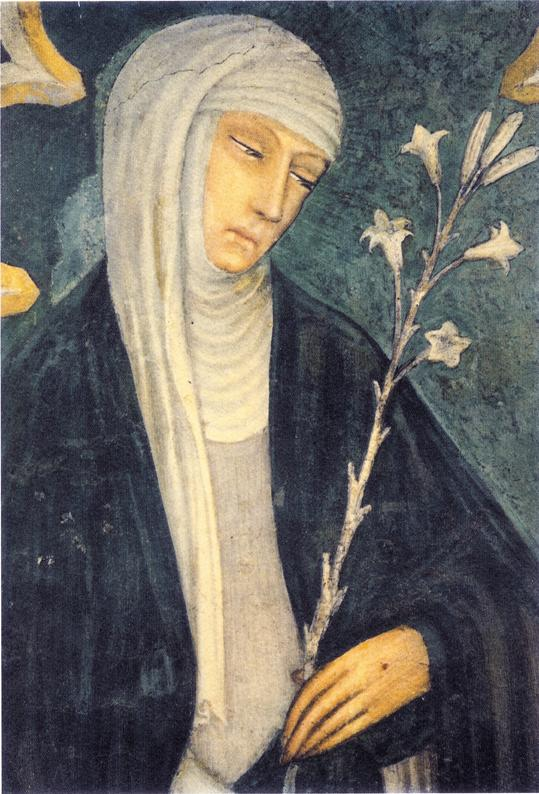
Das Fresko der Katharina von Siena in der Basilika San Domenico in Siena

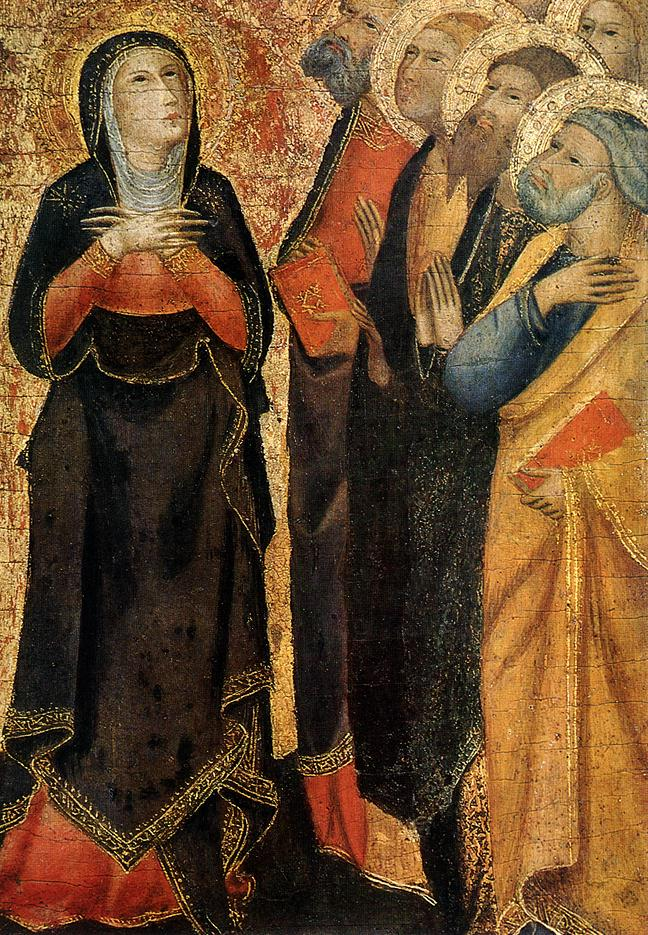
Sankt Petersburg, Eremitage: Ascensione di Cristo (Detail)

Andrea Vanni (auch Andrea di Vanni d’Andrea Salvani, * um 1330 in Siena; † 2. Oktober 1413 ebenda) war ein italienischer Maler und Politiker in Siena.

## Leben
Andrea Vanni wurde als Sohn von Vanni di Andrea (Salvani) und Giacoma di Vannuccio, die 1329 heiraten, geboren. Seine Brüder waren Francesco und Cristoforo, die beide ebenfalls Maler wurden. Selbst war er mit Petra Tavene, Tochter des Notars Blasius Tavene, verheiratet und hatte eine Tochter, Antonia. 1480 übernahm er die Patenschaft des Sohnes von Cristofano Guidini (* um 1345 in Siena; † 1410 ebenda). Erstmals schriftlich erwähnt wird Andrea Vanni 1349. Vanni stand unter dem Einfluss von Simone Martini und den Brüdern Ambrogio und Pietro Lorenzetti. Vanni gehörte dem Freundes- und Schülerkreis der heiligen Katharina von Siena an. 1353 eröffnete er zusammen mit Bartolo di Fredi eine eigene Kunstwerkstatt (Bottega), seit 1355 war er Mitglied der Gilde Arte dei pittori in Siena. Seine politische Karriere begann 1363 in Montalcino als Castellano del Cassero. 1369 nahm er an der Wahl des Senators teil und wurde ein Jahr später Mitglied des Gran Consiglio della Repubblica (Großer Rat der (seneser) Republik). Ein weiteres Jahr später bekleidete er das Amt des Gonfaloniere des Stadtdrittels San Martino. 1373 wurde er Gesandter Sienas beim Papst Gregor XI. in Avignon, danach bekleidete er um 1377 das Amt des Provveditore di Biccherna in Siena. Ein Jahr später wurde er Mitglied der Balìa, ein weiteres später Capitano del Popolo. Etwa 1383 bis 1385 wirkte er in Neapel als Botschafter und Maler und malte in Sizilien. Vannis beste Werke sind die im Dom von Siena sowie das Bildnis und das Fresko (1375) der Heiligen Katharina im Kloster San Domenico. In Santa Maria della Scala hinterließ er in der Compagnia di Santa Maria sotto le Volte die Werke Cristo benedicente und Sibilla che predice ad Augusto la nascita di Cristo (Fresko in der Sakristei der Compagnia). Andrea Vanni starb am 2. Oktober 1413 oder 1414 in Siena. Früher wurde als sein Sterbeort nicht Siena angenommen, da er im Register von San Domenico fehlt, später wurde das Grab im Kreuzgang lokalisiert.

## Werke (Auswahl)
- Altenburg, Lindenau-Museum: Cristo crocifisso con la Madonna, San Giovanni Evangelista e Santa Maria Maddalena (Holzgemälde, 52 × 25,5 cm)[7]
- Boston, Museum of Fine Arts: San Pietro und San Paolo (2 Teile eines Flügelaltars)[7]
- Cambridge (England), Fitzwilliam-Museum: Madonna col Bambino[7]
- Cambridge (Massachusetts), Fogg Art Museum:[7]
  - San Marco Evangelista (Teil eines Flügelaltars)
  - Angelo annunciante, Maria Vergine annunciata (Teile eines Flügelaltars)
  - Cristo crocifisso con la Madonna, san Giovanni Evangelista e santa Maria Maddalena
- Florenz, Uffizien, Saal 3: Madonna col Bambino, San Luca evangelista, angelo, profeta (1390–1400 circa)[8]
- Mariazell, Basilika Mariazell, Schatzkammer: Mariazeller Schatzkammerbild (Gnadenbild) – (gestiftet von König Ludwig I. von Ungarn und Polen; wird Vanni zugeschrieben)[9]
- Neapel, Museo di Capodimonte: San Giacomo Maggiore (Holzgemälde, ca. 1365/70 entstanden)[7]
- Oxford, Ashmolean Museum: Madonna con Bambino[7]
- Sankt Petersburg, Eremitage: Ascensione di Cristo[7]
- Seggiano, Chiesa di Santa Maria in Villa: Madonna col Bambino
- Siena, Basilica di San Domenico, Cappella delle Volte: Caterina e una devota (um 1380 entstanden)
- Siena, Basilica di San Francesco: Madonna e il Bambino (Cappella Palmieri, zugeschrieben, ca. 1398 entstanden, durch das Feuer 1655 stark beschädigt)[10]
- Siena, Chiesa di San Michele al Monte di San Donato: Madonna col Bambino (Tafelgemälde)[11]
- Siena, Chiesa di Santo Stefano alla Lizza: Madonna e santi (1379 entstanden)[5]
- Siena, Dom von Siena: Kapellenmalereien und Malereien in der Krypta 1367, Fassadenarbeiten 1380[6]
- Siena, Museo della Società di Esecutori di Pie Disposizioni: Redentore benedicente[12]
- Siena, Oratorio di San Bernardino, Museo Diocesano di Arte Sacra, Saal 5: Madonna col Bambino (2 Werke, eines davon aus der Chiesa di Santo Spirito stammend)[13]
- Siena, Pinacoteca Nazionale: Crocifissione e profeti (um 1396 entstanden)
- Siena, Santa Maria della Scala:
  - Cristo benedicente (Compagnia di Santa Maria sotto le Volte)
  - Sibilla che predice ad Augusto la nascita di Cristo (Compagnia di Santa Maria sotto le Volte, Fresko in der Sakristei)